# Mark Laycock
Mark Laycock (* 1957) ist ein US-amerikanischer Dirigent und Komponist.

## Arbeit
Seine vielfältige musikalische Laufbahn begann Mark Laycock als Violinist beim Curtis String Quartett in Philadelphia/USA, unter dessen Anleitung er von 1975 bis 1979 studiert hatte. Im Alter von 16 Jahren begann er zu dirigieren, studierte anschließend als Fellow des Aspen Music Festivals und am St. Louis Conservatory of Music, wo er den Leopold Stockowski Memorial Wettbewerb mit dem Philadelphia Orchestra gewann. Sein Debüt als Dirigent gab er im Alter von 21 Jahren ebenfalls mit dem Philadelphia Orchestra. Seitdem dirigiert Mark Laycock regelmäßig das Wiener Kammerorchester, das Zürcher Kammerorchester, die Bochumer Symphoniker und das Georges Enescu Philharmoniker in Bukarest. Europäische Engagements hatte er u. a. in dem Bach-Collegium Stuttgart, der Jenaer Philharmonie, der Philharmonie Neubrandenburg, der Bayerischen Kammerphilharmonie, dem Festival der Streicher Luzern, dem Deutschen Nationaltheater und der Staatskapelle Weimar und dem Stabanker Symphonie Orchester Norwegen. Laycock ist der erste ausländische Dirigent, der 1988 auf dem Herbstfestival in Moskau dirigieren durfte. Im selben Jahr eröffnete er das neu renovierte Opernhaus in Kairo und dirigierte das erste öffentliche klassische Konzert in Amman, Jordanien. Sein Auftritt wurde von dem Fernsehsender NJN live übertragen. 2001 gab er ein Konzert im Palazzo de Bellas Arten und gab im darauffolgenden Jahr eine Master-Klasse für Dirigenten in Mexiko-Stadt. Als Teilnehmer des „Project Uplift“ reiste er 2005 nach Ekaterinenburg für eine Aufführung des Mozart Requiems mit dem Staatlichen Sverdlovsk Orchester. 2006/2007 dirigierte er das TJB Orchester in Daejeon und das Gyeonggi Philharmonic Orchestra in Seoul. Seine weltweit über 2000 Auftritte als Dirigent bildeten seinen Ruf als „Dirigent in letzter Minute“, da er einige Male große Erfolge bei Konzerten hatte, bei denen er in kurzer Zeit einspringen und ohne Proben dirigieren musste. Haycock war für über 20 Jahre Chefdirigent des Princeton Symphony Orchestra.

## Komponist
Seine Kompositionen wurden u. a. vom Philadelphia Orchestra, New Jersey Symphony Orchestra, Alabama Symphony Orchestra, Canton (OH) Symphony Orchestra und dem Princeton Symphony Orchestra aufgeführt. Sein Flötenkonzert „Flute Concerto for Jasmine Choi“ (Songbird’s Journey) wurde 2014 vom Buffalo Philharmonic Orchestra uraufgeführt; weitere Aufführungen folgten mit den Berliner Symphonikern 2015, 2016 in Bukarest und Wien. Laycock arbeitet im Moment an weiteren Auftragsarbeiten.